# Falcipennis canadensis
Falcipennis canadensis là một loài chim trong họ Phasianidae.

## Hình ảnh

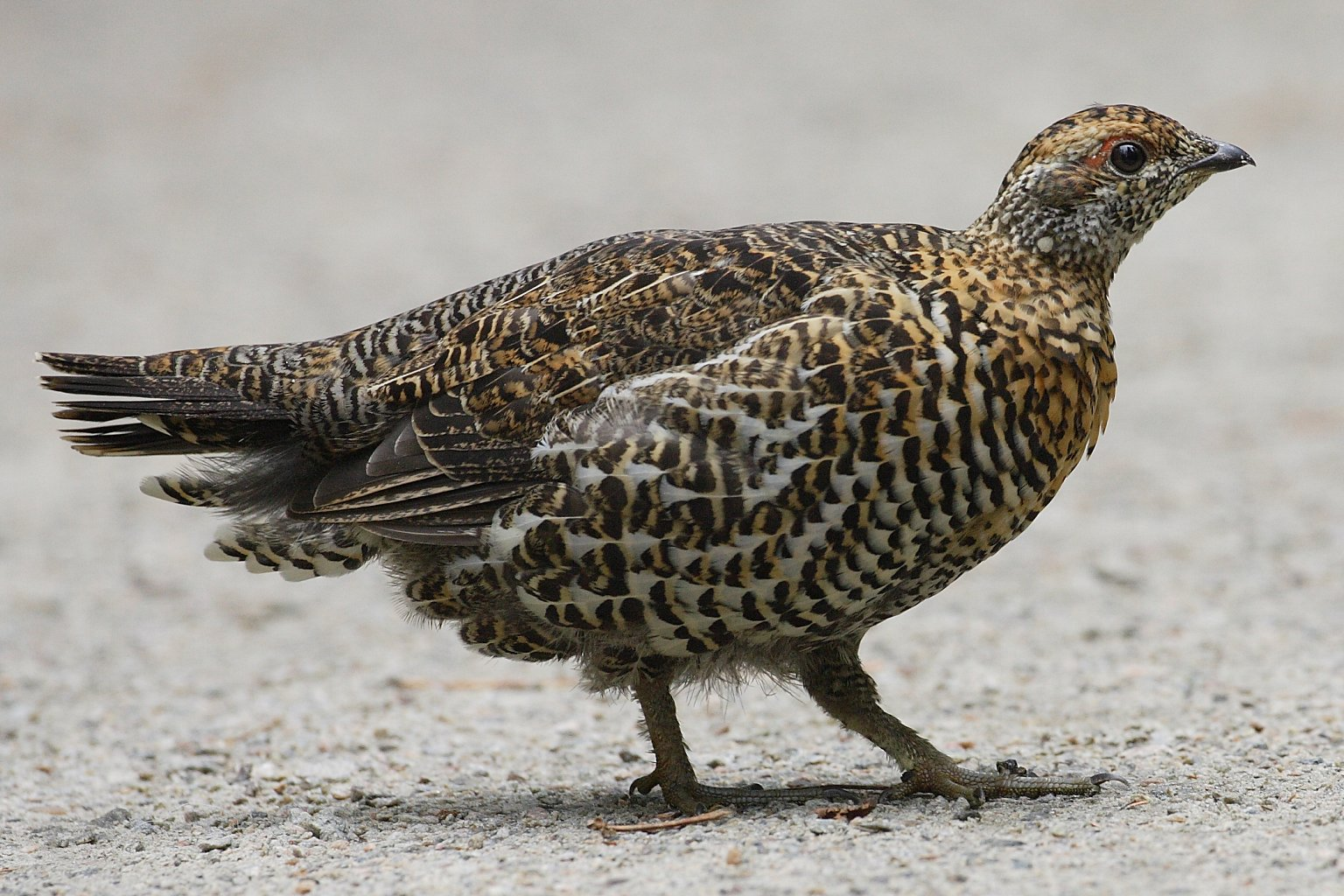
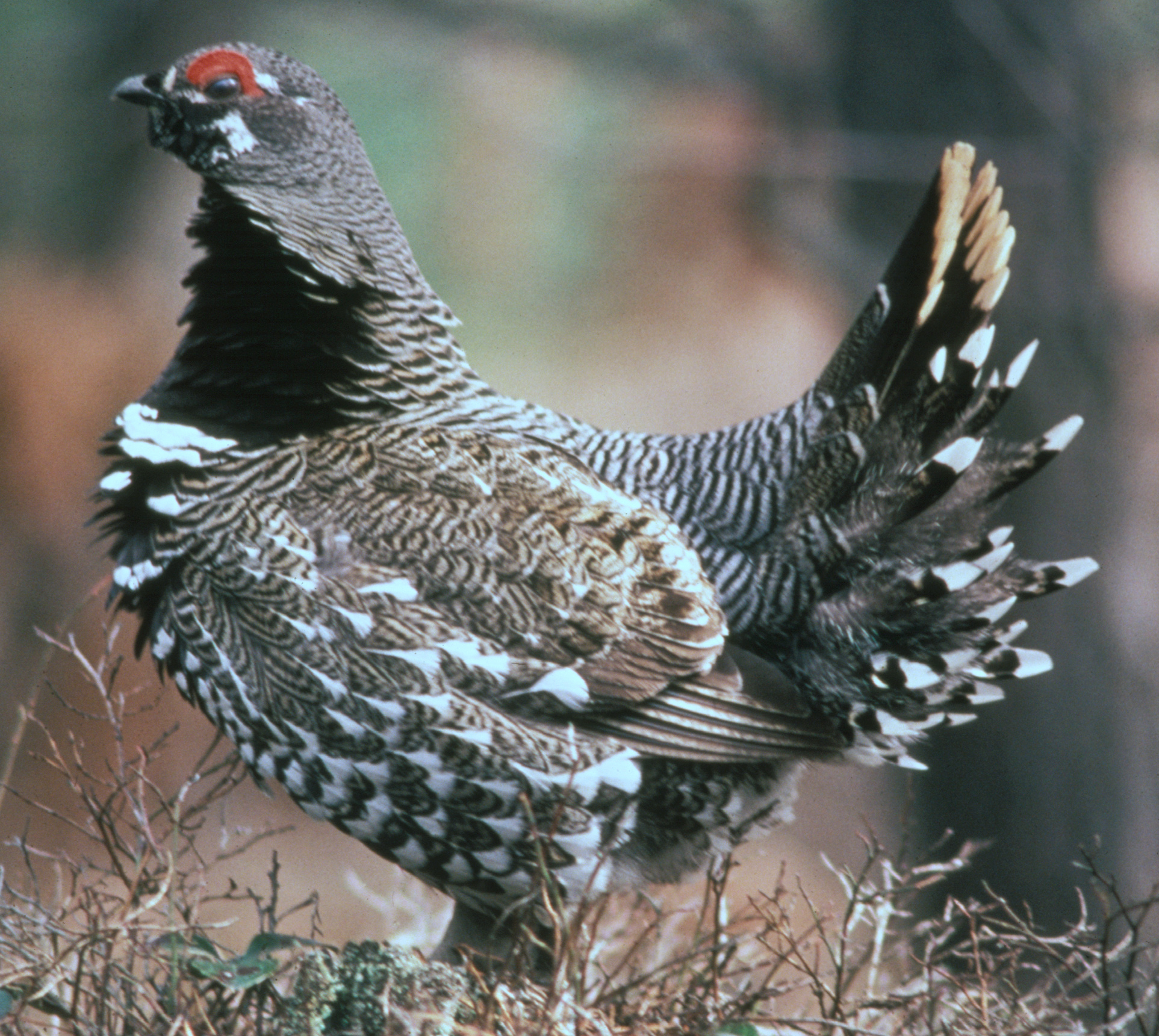
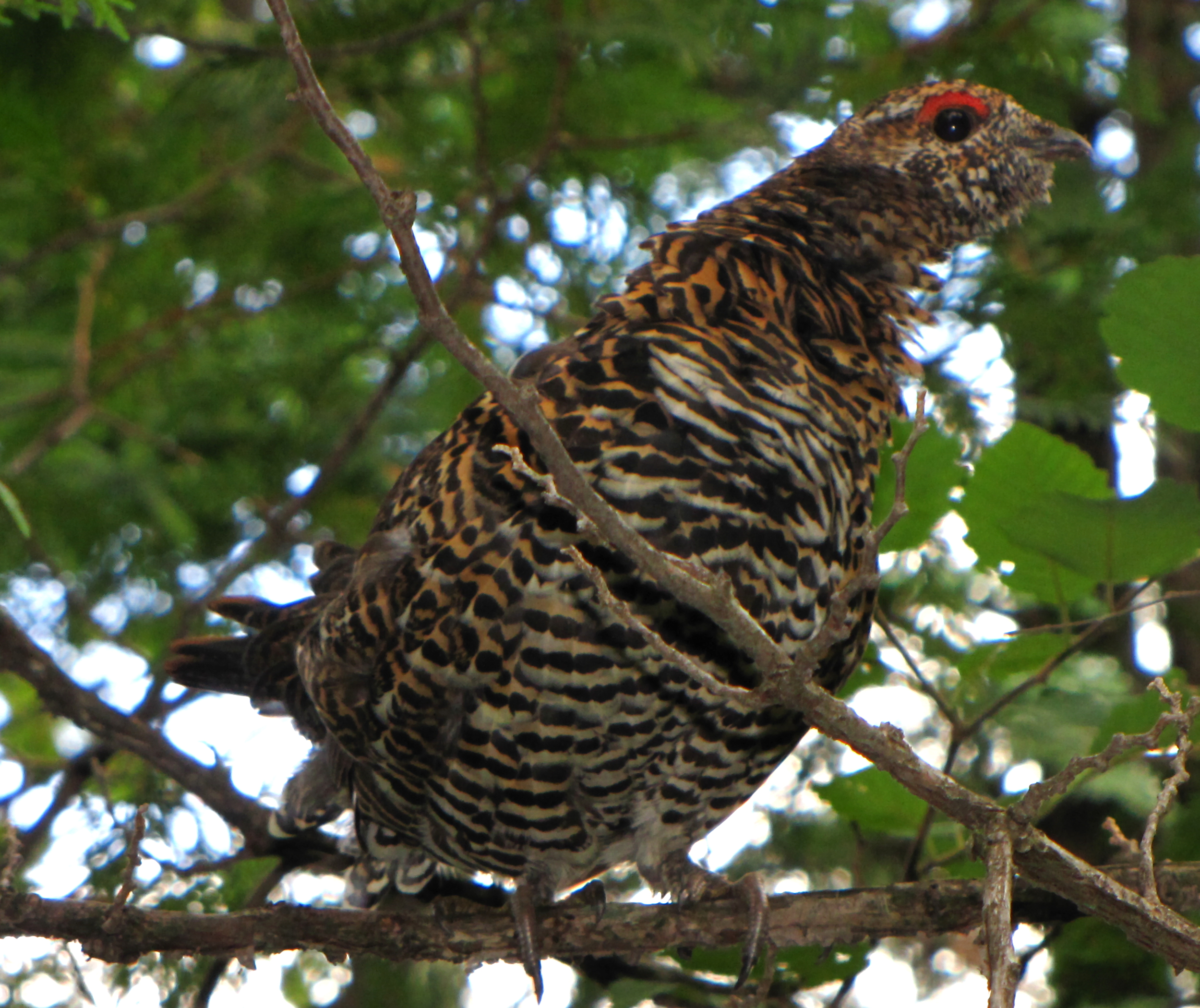